# Kévin Gomis
Kévin Gomis est un footballeur franco-sénégalais ayant également des origines de Guinée-Bissau de par ses grands-parents, né le 20 janvier 1989 à Rouen. Il évolue comme stoppeur.

## Biographie
Le 19 août 2016, il rejoint Dundee en 2018 il finit sa carrière au GQFC club de l’agglomération rouennaise tout juste relégué en R1.